# 최태섭
최태섭은 대한민국의 사회학자이자 문화비평가이다.

## 학력
- 성공회대학교 사회학과 박사 과정 수료

## 저서
- 《모서리에서의 사유》. 알마. 2013년. ISBN 9788994963952
- 《억울한 사람들의 나라》. 위즈덤하우스. 2018년. ISBN 9791162205815
- 《한국, 남자》. 은행나무. 2018년. ISBN 9791188810659